# Gettysburg

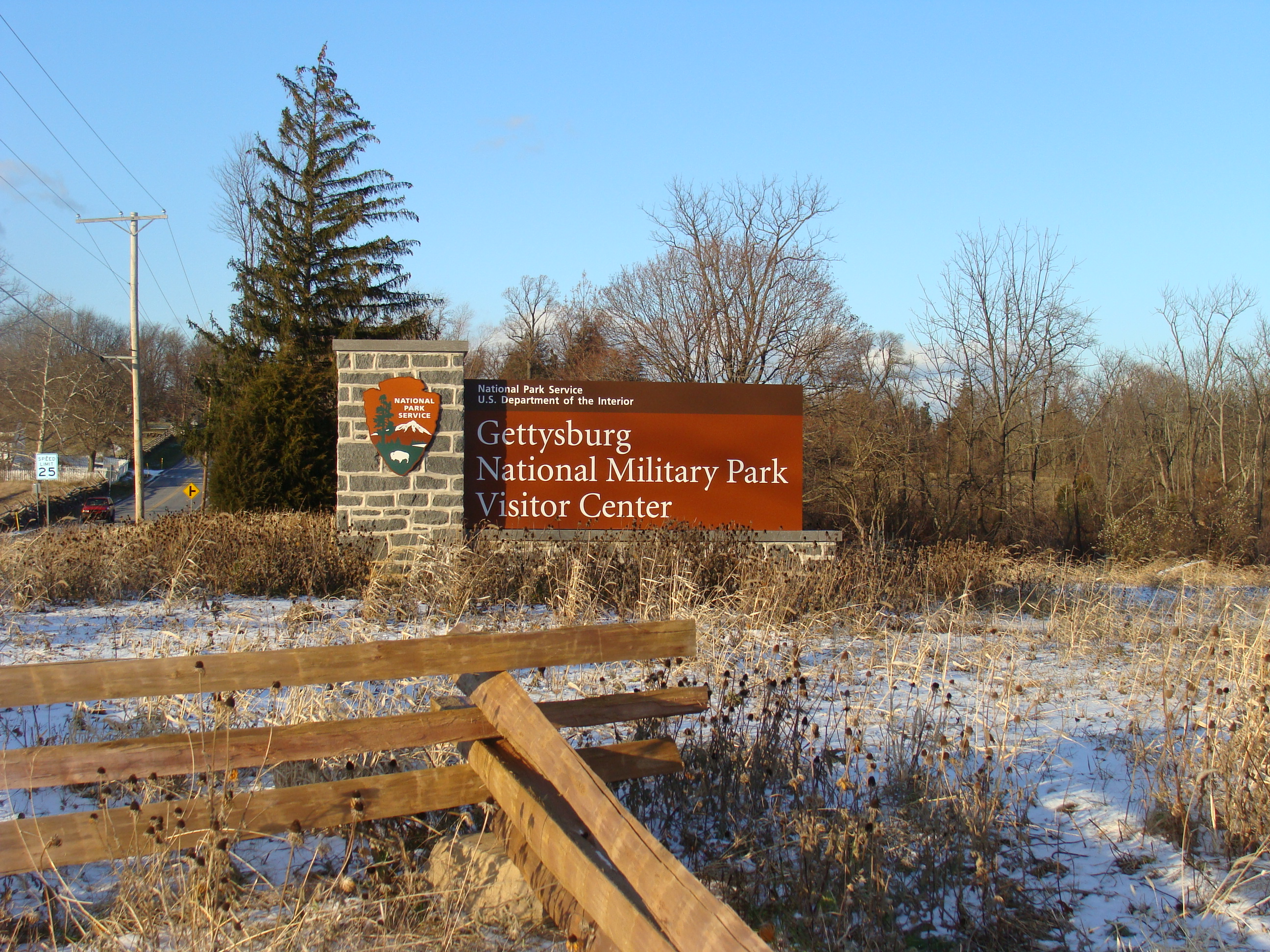
Vstup na vojenský hřbitov v Gettysburgu

Gettysburg je město ve státě Pensylvánie ve Spojených státech amerických. V roce 2020 zde žilo 7 106 obyvatel. Město proslulo především jako dějiště bitvy u Gettysburgu v roce 1863.
Město je známé turisticky zajímavé především jako místo, kde se udála největší bitva Americké občanské války. Nachází se zde několik vyšších škol, zejména Luterský teologický seminář založený v roce 1826, Gettysburská (původně Pensylvánská) kolej, jež začala fungovat v roce 1832, a Harrisburská oblastní veřejná kolej.

## Historie
Město bylo založeno v roce 1780 a pojmenováno po jednom z prvních osadníků, staviteli a hospodském Samuelu Gettysovi.

## Partnerská města
- León, Nikaragua (1987)
- Sainte-Mère-Église, Francie (1993)
- Gettysburg, Jižní Dakota, Spojené státy americké (1997)
- Morelia, Mexiko (2004)
- Sekigahara, Japonsko (2016)